# Campionats del món de ciclisme en ruta de 1952

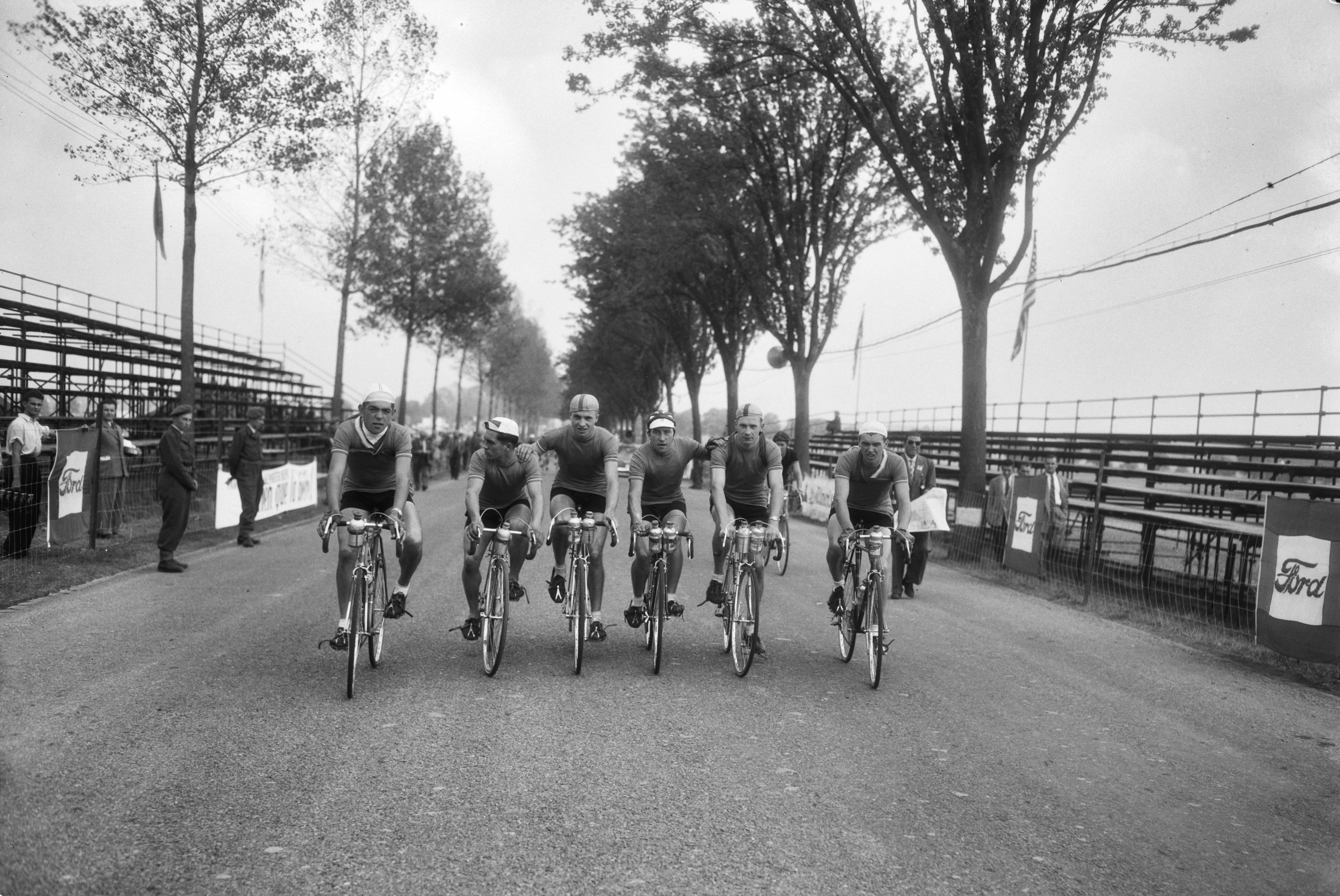
Fotografia de diversos ciclistes durant el campionat.

Els Campionats del món de ciclisme en ruta de 1952 es disputaren el 23 i 24 d'agost a la Ciutat de Luxemburg, Luxemburg.

## Resultats
| Proves :                         | Or                                 | Or         | Argent                        | Argent | Bronze                               | Bronze |
| Professionals                    |                                    |            |                               |        |                                      |        |
| Cursa en línia masculina detalls | Heinz Müller · Alemanya Occidental | 7h 05' 51" | Gottfried Weilenmann · Suïssa | m. t.  | Ludwig Hörmann · Alemanya Occidental | m. t.  |
| Amateurs                         |                                    |            |                               |        |                                      |        |
| Cursa en línia masculina         | Luciano Ciancola · Itàlia          | 4h 22' 11" | André Noyelle · Bèlgica       | -      | Roger Ludwig · Luxemburg             | -      |

## Medaller
| Posició | País                | Or | Plata | Bronze | Total |
| 1       | Alemanya Occidental | 1  | 0     | 1      | 2     |
| 2       | Itàlia              | 1  | 0     | 0      | 1     |
| 3       | Bèlgica             | 0  | 1     | 0      | 1     |
| 3       | Suïssa              | 0  | 1     | 0      | 1     |
| 5       | Luxemburg           | 0  | 0     | 1      | 1     |
| Total   | Total               | 2  | 2     | 2      | 6     |